# Mark E. Smith

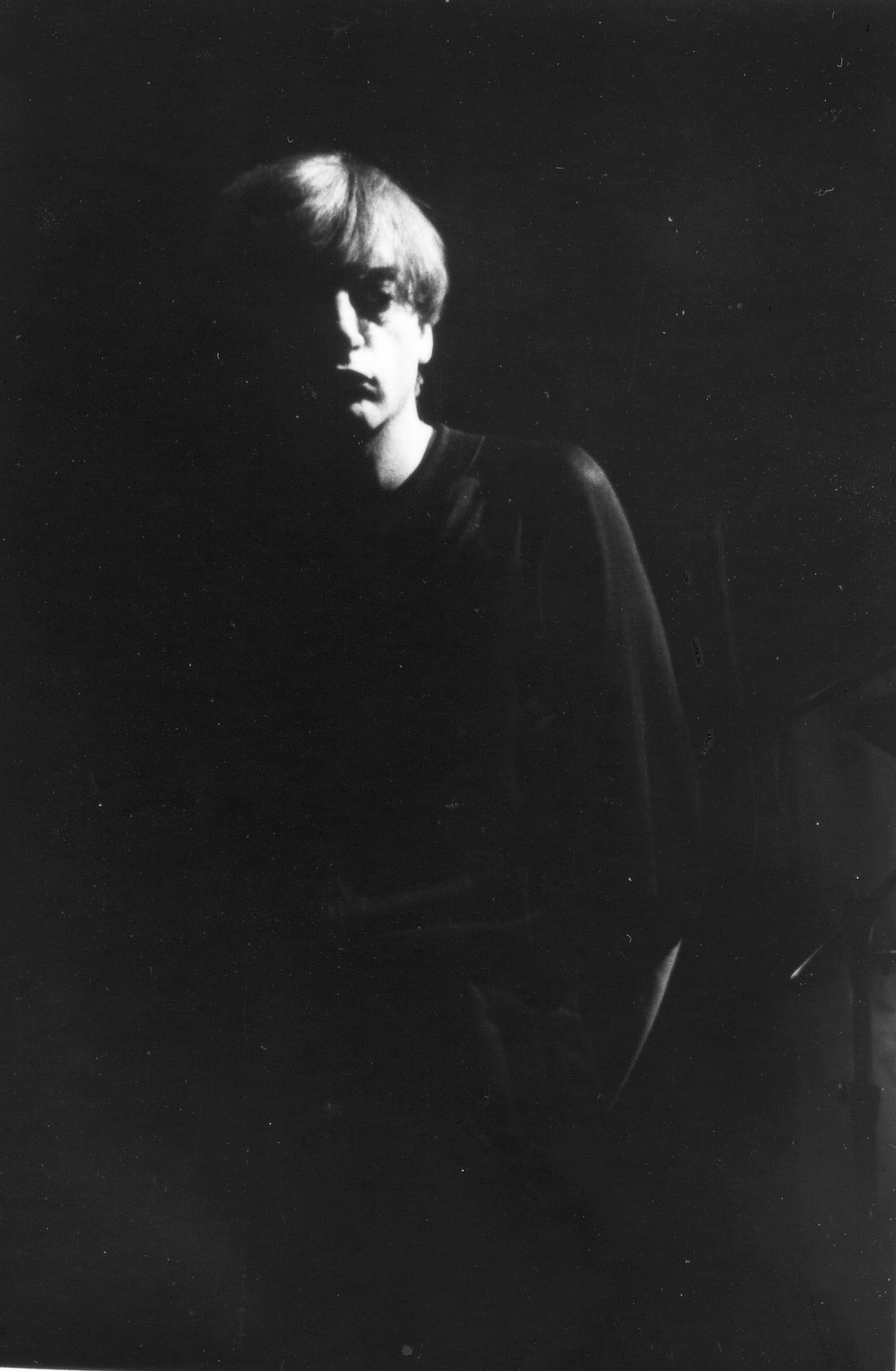
Mark E. Smith under en konsert i Japan 1990.

Mark Edward Smith, född 5 mars 1957 i Broughton i Salford, död 24 januari 2018 i Prestwich i Bury, var en brittisk (engelsk) låtskrivare och sångare, frontfigur (den enda fasta medlemmen) i den brittiska postpunkgruppen The Fall.